# آب باد
آب باد (مقاطعة فارياب) (بالفارسية: آب باد) هي قرية تقع في Central District في إيران. يقدر عدد سكانها بـ 407 نسمة بحسب إحصاء 2016.